# Đa thê ở động vật
Đa thê ở động vật hay còn gọi là chế độ đa thê ở động vật hay giao phối đa bội là một hệ thống giao phối trong đó có một con đực sống và giao phối với nhiều con cái, nhưng mỗi con cái chỉ được giao phối với một con đực đó. Các hệ thống trong đó một số con cái giao phối với một vài con đực được định nghĩa là giao phối hỗn tạp hoặc đa phối nhóm (Polygynandry). Giao phối ở bãi sinh sản ví dụ như trường đấu (lek) thường được coi là một dạng đa thê vì một con trống có tiếp cận với nhiều con mái, nhưng hệ thống giao phối dựa trên bãi sinh sản khác nhau ở chỗ con đực không có sự gắn bó với con cái mà chúng giao phối và giữa những con cái được giao phối này cũng không có sự gắn bó với nhau. Chế độ đa thê (Polygyny) là điển hình của các nhóm một con đực (trống), nhiều cái (mái) và có thể được tìm thấy ở nhiều loài hải cẩu voi, khỉ đột, Prinia cánh đỏ, Gà lôi, hươu đỏ, hổ Bengal, Xylocopa varipuncta, Anthidium manicatum, nai sừng tấm..., theo đó một con đực khỏe mạnh đứng đầu sẽ làm chủ một hậu cung động vật gồm nhiều con cái và con non của chúng. Thông thường trong các hệ thống đa thê, cá thể cái sẽ đảm nhiệm phần lớn việc chăm sóc con non.

## Lợi ích
Trong các hệ thống đa bội có ít sự đa dạng di truyền do thực tế là một con đực sinh ra tất cả con cái. Ngoài ra, con đực khó có thể độc quyền nhiều con cái cùng một lúc, dẫn đến việc giao phối ngoại đôi trong đó một vài con cái có thể giao phối với con đực khác, trong khi không được con đực giống theo dõi. Những con đực sinh sản này cũng có nhiệm kỳ ngắn và thường xảy ra đối với các nhóm con đực không có hậu cung để tấn công một con giống đực để có thể tiếp cận sinh sản với con cái của mình. Lợi thế lớn nhất đối với con đực trong hệ thống giao phối đa bội là tăng sức sống và thành công sinh sản của con đực đơn độc vì nó sẽ làm cha cho tất cả con cái. Trở thành con đực duy nhất của hậu cung rất có lợi cho con đực vì nó có cơ hội sống sót cao hơn nhiều, điều đó có nghĩa là nó đang truyền gen của mình cho nhiều cá thể hơn và độc quyền tiếp cận con cái để giao phối.
Do thực tế là một con đực gieo giống cho tất cả con cái nên có sự đa dạng di truyền trong cộng đồng, điều này bất lợi cho con cái. Ngoài ra, con cái đôi khi gặp phải vô cùng khó khăn, đó là khi một con đực giống bị lật đổ và một con đực mới chiếm ưu thế và giết chết tất cả con cái hiện tại của chúng (con của con đực giống đã bị phế truất và đào thải sinh học), vì nó chưa làm cha. Bởi vì con cái không còn con đẻ để chăm sóc, chúng sẽ rơi vào động dục sớm hơn, điều này cho phép con đực giống mới giao phối với con cái sớm hơn.
Một số con cái (mái) sẵn sàng chọn đa thê để có quyền tiếp cận, khai thác các tài nguyên "tốt nhất" có sẵn. Trong những trường hợp này, lợi ích từ việc tiếp cận nguồn lực vượt trội phải vượt xa chi phí cơ hội từ bỏ sự chăm sóc của cha mẹ một vợ một chồng. Chúng cũng có thể nhận được sự hỗ trợ từ cùng một nhóm con cái (mái) khác khi gặp nguy hiểm, giống như một con sư tử cái. Con cái trong đa thê có thể phải ít giao hợp hơn. Một số nhà đạo đức học coi phát hiện này là hỗ trợ cho giả thuyết 'sự lựa chọn của phụ nữ' về hệ thống giao phối ở chim. Một con đực đầu đàn đa thê sẽ luôn là lựa chọn giao phối tốt nhất trước khi nó bị một con đực khác đánh bại và tiếm quyền, vì vậy con cái khó tìm được bạn đời tốt hơn so với bạn đời của chúng trong chế độ đa thê so với chế độ một vợ một chồng. 